# HNK Sloga Uskoplje
Hrvatski nogometni klub Sloga  je bosnohercegovinský fotbalový klub z města Gornji Vakuf ve střední Bosně, známého také pod chorvatským názvem Uskoplje. V sezóně 2019/20 hraje jižní skupinu druhé ligy Federace Bosna a Hercegovina (třetí nejvyšší soutěž v zemi). Klub byl založen v roce 1946, klubové barvy jsou červená a bílá. Hraje na stadionu Košute, postaveném v roce 1979, který má kapacitu 5000 diváků.
V době existence Chorvatské republiky Herceg-Bosna hrála Sloga její nejvyšší fotbalovou soutěž. Největšího úspěchu klub dosáhl v sezóně 1994/95, kdy postoupil do finále premiérového ročníku fotbalového poháru Herceg-Bosny, kde podlehl klubu NK Sloga Ljubuški 0:2. Ve fotbalovém poháru Bosny a Hercegoviny dosáhl v sezóně 2009/10 na účast v osmifinále.
Klub provozuje fotbalovou školu a pořádá turnaj v malé kopané.